# Relaciones China-Unión Soviética
Las relaciones entre la República Popular China y la Unión de Repúblicas Socialistas Soviéticas se refieren a la relación diplomática entre China (tanto la República China entre 1912 y 1949 como su sucesora, la República Popular China) y las diversas formas de poder soviético que surgieron de la Revolución Rusa desde 1917 hasta 1991, cuando la Unión Soviética dejó de existir.
En los años inmediatamente posteriores a la proclamación de la República Popular China (1949), la Unión Soviética se convirtió en su aliado más cercano. Moscú envió miles de ingenieros y trabajadores soviéticos, y trenes cargados de maquinaria y herramientas. A fines de la década de 1950, los soviéticos habían erigido una red de plantas industriales modernas en toda China, capaces de producir aviones de combate, tanques y buques de guerra. Moscú incluso proporcionó algo de tecnología nuclear. Sin embargo, Nikita Jrushchov desconfiaba profundamente de Mao por abandonar las estrictas tradiciones de Lenin y Stalin. A fines de la década de 1950 y principios de la de 1960, las relaciones se volvieron profundamente tensas. Al atacar al revisionismo soviético, Mao consolidó su lucha política en Beijing y ganó a sus oponentes. Jruschov ridiculizó los fracasos del Gran Salto Adelante y el Movimiento de Comunas Populares. La división chino-soviética estuvo marcada por combates a pequeña escala en el Conflicto fronterizo sino-soviético en 1969. Moscú consideró un ataque nuclear preventivo. Eso nunca sucedió, pero los soviéticos alentaron a los uigures a rebelarse contra China. Más importante aún, China lanzó su propia apuesta por controlar los movimientos comunistas en todo el mundo y, en la mayoría de los casos, los partidos comunistas locales se dividieron entre los dos patrocinadores, confundiendo a los compañeros de viaje y debilitando el movimiento comunista en general en el Tercer Mundo. Beijing dijo que la Unión Soviética había caído en la trampa del socialimperialismo y ahora era vista como la mayor amenaza que enfrentaba. Mao hizo propuestas a Nixon en los EE. UU., que culminaron en la sensacional visita de Nixon a China en 1972.
En 1976, Mao murió, y en 1978, Hua Guofeng derrocó a la Banda de los Cuatro, quien pronto implementaría una reforma económica a favor del mercado. Dado que la República Popular China ya no defendía la noción antirrevisionista de la contradicción antagónica entre clases, las relaciones entre los dos países se normalizaron gradualmente. En 1979, sin embargo, la República Popular China invadió Vietnam (que, después de un período de ambivalencia, se había puesto del lado de la Unión Soviética) en respuesta a la invasión vietnamita de Camboya que derrocó del poder a los Jemeres Rojos respaldados por China.
A pesar de que el líder soviético Mijaíl Gorbachov criticó al PCCh postmaoísta cuando permitió que los millonarios de la República Popular China hubieran perdido el camino socialista, con la disolución de la Unión Soviética a fines de la década de 1980 y principios de la de 1990, la propia Unión Soviética recurrió a la privatización.
A diferencia de la RPC, esta fue una forma de privatización mucho más extrema y altamente desregulada que resultó en pérdidas masivas para los especuladores extranjeros, condiciones casi anárquicas y colapso económico. Así, en el período posterior a la Guerra Fría, mientras que la Unión Soviética seguía estando mucho más desarrollada (económica y militarmente), de manera sistémica y profunda (es decir, la RPC en 1949 estaba menos industrializada que Rusia en 1914), la RPC surgió en una posición financiera mucho más favorable y estable. Si bien la grave escasez soviética de capital era nueva, el subdesarrollo económico y militar de China no lo era. Tampoco lo era la necesidad desesperada y cada vez mayor de la República Popular China de recursos minerales, especialmente combustible de petróleo, que la Unión Soviética tenía en abundancia en regiones asiáticas como Siberia occidental.

## Comparación entre ambos países
| Nombre común            | Unión Soviética | China                                                                              |
| Nombre oficial          | Unión de Repúblicas Socialistas Soviéticas                                                                                                 | República Popular China                                                            |
| ----------------------- | --- | ---------------------------------------------------------------------------------- |
| Emblema                 | |                                                                                    |
| Bandera                 | Bandera de la Unión Soviética | Bandera de la República Popular China                                              |
| Área                    | 22 402 200 km2 (1991) | 9 640 011 km2 (1991)                                                               |
| Población               | 293 047 571 (1991) | 1 172 327 000 (1991)                                                               |
| Densidad de población   | 13,1/km2 (1991) | 140/km2 (1991)                                                                     |
| Capital                 | Moscú | Beijing                                                                            |
| Ciudad más grande       | Moscú | Shanghái                                                                           |
| Gobierno                | República socialista federal marxista-leninista unipartidista                                                                              | República socialista unitaria marxista-leninista-maoísta unipartidista             |
| Partidos políticos      | Partido Comunista de la Unión Soviética | Partido Comunista de China                                                         |
| Legislatura             | Sóviet Supremo | Asamblea Popular Nacional                                                          |
| Primer dirigente        | Vladímir Lenin | Mao Zedong                                                                         |
| Último dirigente (1991) | Mijaíl Gorbachov | Yang Shangkun                                                                      |
| Establecido             | 7 de noviembre de 1917 (Revolución de Octubre) 30 de diciembre de 1922 (Tratado de Formación) 7 de octubre de 1977 (Constitución adoptada) | 1 de octubre de 1948 (proclamación) 4 de diciembre de 1982 (Constitución adoptada) |
| Idioma principal        | Ruso | Chino mandarín                                                                     |
| Moneda                  | Rublo Soviético | Yuan Chino                                                                         |
| Economía                | Comunista, específicamente marxista-leninista                                                                                              | Comunista, específicamente marxista-leninista-maoísta                              |

## Historia

### Desde la guerra civil rusa hasta el final de la Segunda Guerra Mundial
El gobierno de Beiyang en el norte de China se unió a la intervención aliada en la guerra civil rusa, y envió fuerzas a Siberia y al norte de Rusia a partir de 1918. Mongolia y Tuvá se convirtieron en territorios en disputa. Después de ser ocupados por el general chino Xu Shuzheng en 1919, quedaron bajo el dominio del general de la Guardia Blanca convertido en señor de la guerra independiente, Ungern von Sternberg en 1920. Las tropas soviéticas, con el apoyo de las guerrillas mongolas dirigidas por Damdin Sükhbaatar, derrotaron al señor de la guerra y establecieron un nuevo estado cliente mongol prosoviético, que en 1924 se convirtió en la República Popular de Mongolia.
En 1921, la Unión Soviética comenzó a apoyar al Kuomintang (KMT), y en 1923 el Komintern instruyó al Partido Comunista Chino (comúnmente abreviado como CCP) para que firmara un tratado militar con el KMT. El 31 de mayo de 1924, los dos gobiernos firmaron un acuerdo para establecer relaciones diplomáticas, mientras que el gobierno soviético renunció en ese acuerdo a todos los privilegios otorgados al gobierno zarista en China. Pero en 1926, el líder del KMT, Chiang Kai-shek, despidió abruptamente a sus asesores soviéticos e impuso restricciones a la participación del PCCh en el gobierno. Para 1927, luego de la conclusión de la Expedición al Norte, Chiang purgó al PCCh de la alianza KMT-CCP, lo que resultó en la guerra civil china que duraría hasta 1949, unos meses después de la proclamación de la República Popular China, encabezada por Mao Zedong. Durante la guerra, los soviéticos apoyaron al PCCh, que en 1934 sufrió un duro golpe cuando el KMT puso fin a la República Soviética de China, lo que provocó la Gran Marcha del PCCh desde Shaanxi. La Unión Soviética intentó y fracasó en un intento de hacer que la la etnia Hui dejar de ser hostil a China.
El conflicto sino-soviético de 1929 fue un conflicto menor entre la Unión Soviética y China por el Ferrocarril del Este de China de Manchuria. Los chinos se apoderaron del Ferrocarril del Este de China de Manchuria en 1929, la rápida intervención militar soviética puso fin rápidamente a la crisis y obligó a los chinos a aceptar la restauración de la administración conjunta sino-soviética del ferrocarril.
En 1934, dos brigadas de aproximadamente 7.000 soldados soviéticos del OGPU, respaldados por tanques, aviones y artillería con gas mostaza, cruzaron la frontera para ayudar a Sheng Shicai a obtener el control de Xinjiang. Las brigadas fueron nombradas Altayiiskii y Tarbakhataiskii. El ejército manchú de Sheng estaba siendo severamente golpeado por una alianza del ejército chino han liderado por el general Zhang Peiyuan y la 36.ª División dirigida por Ma Zhongying. Ma luchó bajo la bandera del gobierno del Kuomintang. La fuerza conjunta rusa blanco-soviética se llamaba Los Voluntarios de Altai. Los soldados soviéticos vestían uniformes sin marcas y se camuflaron entre los rusos blancos.
A pesar de sus primeros éxitos, las fuerzas de Zhang fueron superadas en Kulja y Chuguchak, y se suicidó después de la batalla del Paso de Muzart para evitar su captura.

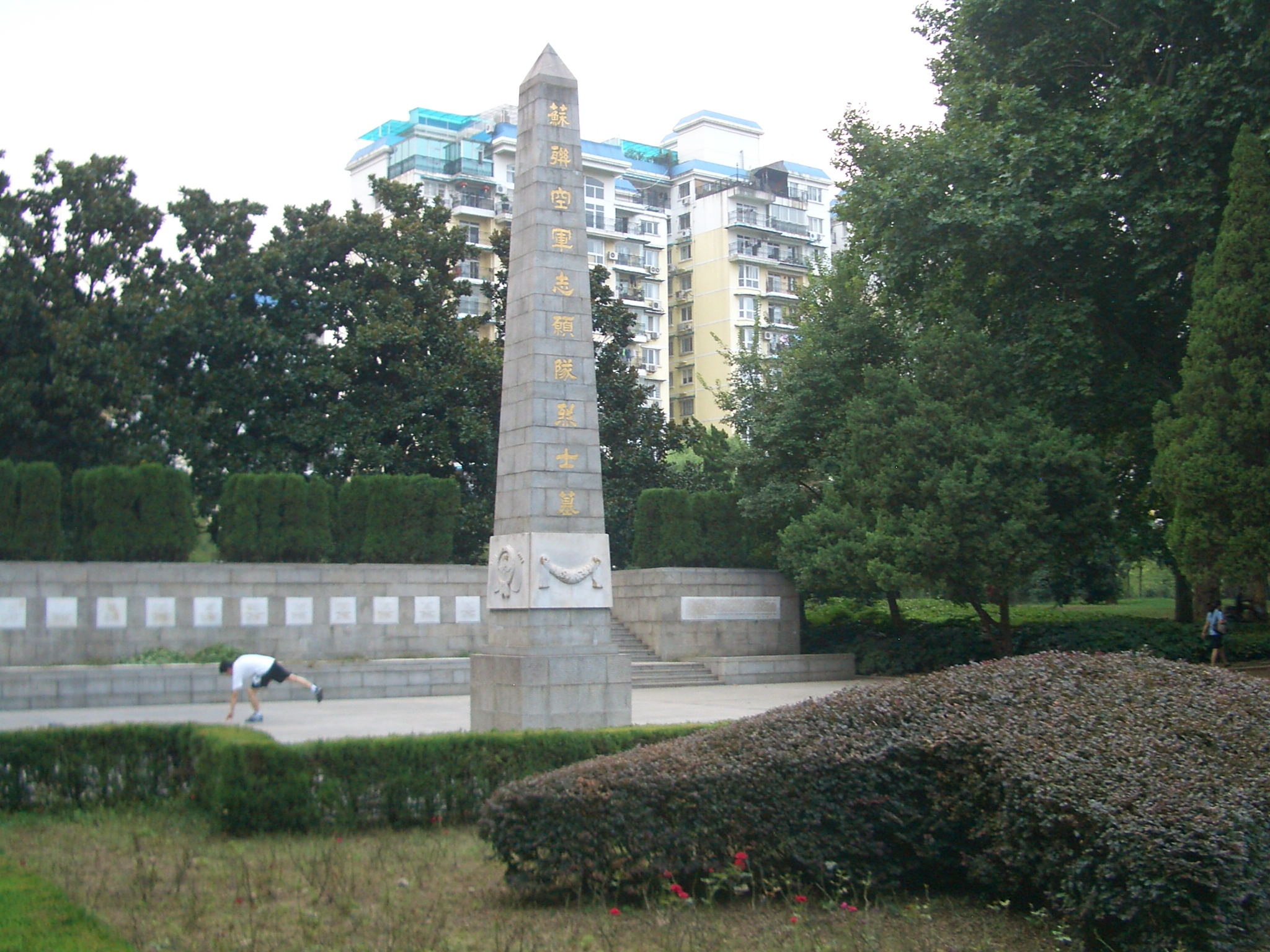
Monumento a los aviadores voluntarios soviéticos que murieron en defensa de China de los invasores japoneses. La unidad se basó en Wuhan en 1938.

En 1931, Japón invadió Manchuria y creó el estado títere de Manchukuo (1932), que marcó el comienzo de la segunda guerra sino-japonesa. En agosto de 1937, un mes después del Incidente del Puente Marco Polo, la Unión Soviética estableció un pacto de no agresión con China. La República de China recibió créditos por $250 millones para la compra de armas soviéticas. Siguieron grandes entregas de armas, incluidas pistolas, piezas de artillería, más de 900 aviones y 82 tanques. Más de 1500 asesores militares soviéticos y unos 2000 miembros de la fuerza aérea fueron enviados a China. Las entregas se detuvieron en agosto de 1941 debido al ataque alemán a la Unión Soviética. Stalin vio a Japón como un enemigo potencial y, como resultado, no ofreció ayuda a los comunistas chinos entre 1937 y 1941, para no debilitar los esfuerzos del gobierno nacionalista. Durante el período de la Segunda Guerra Mundial, los dos países sufrieron más pérdidas que cualquier otro país, con China (en la segunda guerra sino-japonesa) perdiendo alrededor de 30 millones de personas y la Unión Soviética 26 millones.
El 8 de agosto de 1945, tres meses después de que la Alemania nazi se rindiera, y en la semana de los bombardeos atómicos estadounidenses de Hiroshima y Nagasaki, la Unión Soviética lanzó la invasión de Manchuria, una operación militar masiva que movilizó a 1,5 millones de soldados contra un millón de tropas del ejército de Kwantung, la última presencia militar japonesa restante. Las fuerzas soviéticas obtuvieron una victoria decisiva mientras que Kwantung sufrió bajas masivas, con 700.000 habiéndose rendido. La Unión Soviética distribuyó algunas de las armas del ejército de Kwantung capturado al PCCh, que todavía luchaba contra el KMT en la guerra civil china.

### Guerra civil china y la República Popular China

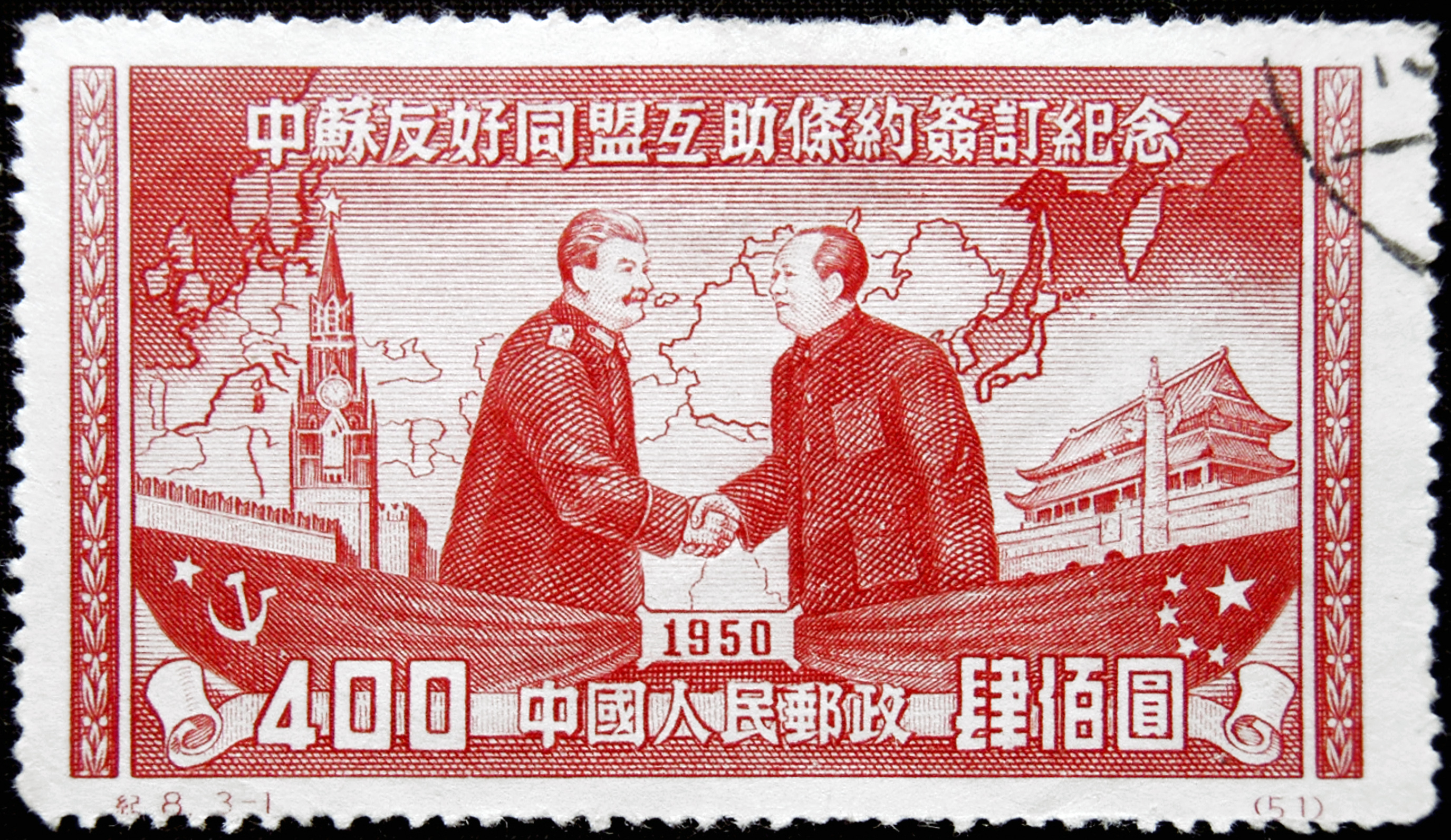
Sello de correos relativo al tratado sino-soviético de amistad, alianza y asistencia mutua de 1950

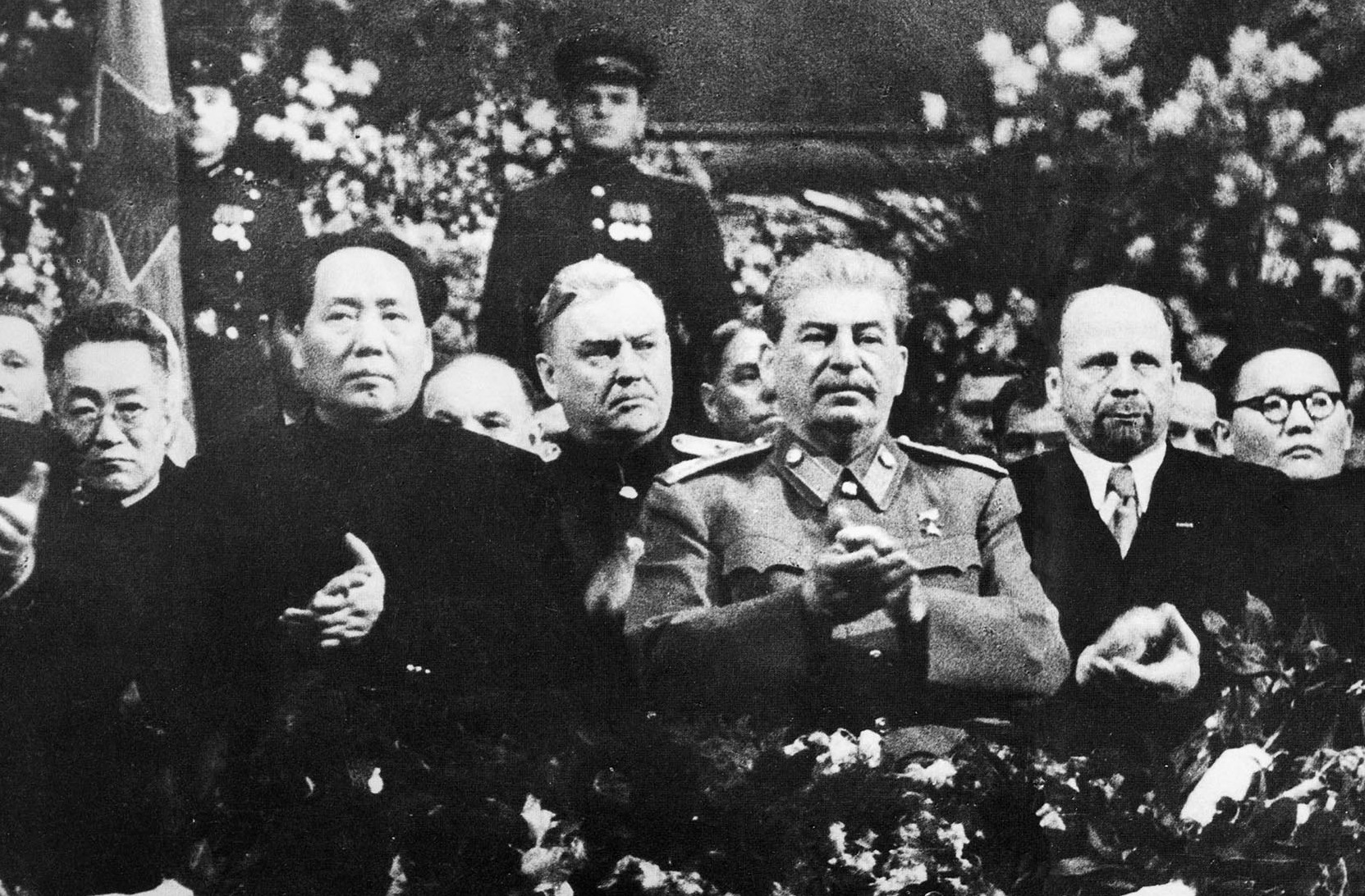
Mao (segundo a la izquierda) visitando a Stalin (segundo a la derecha) en Moscú, diciembre de 1949.

Después de 1946, el PCCh tuvo cada vez más éxito en la Guerra Civil. El 1 de octubre de 1949, Mao Zedong proclamó la República Popular de China, y en mayo de 1950 el KMT había sido expulsado de China continental, manteniendo únicamente el control sobre Taiwán. Con la creación de la República Popular China, la autoridad política suprema en los dos países se centró en dos partidos comunistas, ambos de ideología revolucionaria marxista-leninista: el Partido Comunista de China y el Partido Comunista de la Unión Soviética.
A fines de 1949, Mao fue a Moscú en busca de ayuda económica. Stalin lo hizo esperar durante semanas, humillando a Mao en un trato digno de un vasallo menor. Después del establecimiento de la República Popular China, surgió un tema delicado. Como condición para luchar contra el Ejército de Kwantung al final de la Segunda Guerra Mundial, la Unión Soviética recibió los derechos de uso del Ferrocarril del Lejano Oriente de China, el Ferrocarril del Sur de Manchuria, Lushun (también conocido como Port Arthur) y Dalian. Estos privilegios fueron significativos en las estrategias asiáticas de la Unión Soviética porque Port Arthur y Dalian eran puertos libres de hielo para la Armada Soviética, y el Ferrocarril del Lejano Oriente de China y el Ferrocarril del Sur de Manchuria eran las comunicaciones arteriales esenciales que conectaban Siberia con Port Arthur y Dalian. Como Mao Zedong pensó que los derechos de uso del Ferrocarril del Este de China, el Ferrocarril del Sur de Manchuria, Port Arthur y Dalian eran parte de la soberanía del estado chino, exigió a la Unión Soviética que devolviera estos intereses a China, y esto fue una parte crucial del Tratado de Amistad sino-soviético. Iósif Stalin inicialmente rechazó este tratado, pero finalmente estuvo de acuerdo. Sin embargo, los puertos no se devolvieron hasta después de la muerte de Stalin.
Stalin permitió que Kim Il-Sung iniciara la guerra de Corea. Sin embargo, tanto Kim Il-Sung como Stalin no consideraron que Estados Unidos intervendría en esa guerra de inmediato, en todo caso. Kim Il-Sung no pudo sostener el ataque contra el ejército estadounidense. Cuando Kim Il-Sung requirió la asistencia militar de la Unión Soviética y China, Mao accedió a enviar tropas chinas, pero pidió a la Fuerza Aérea Soviética que proporcionara cobertura aérea. Como los dos líderes desconfiaban el uno del otro, Stalin accedió a enviar tropas chinas a Corea, pero se negó a proporcionar cobertura aérea. Dado que sin la cobertura aérea de la Unión Soviética, Mao una vez consideró que China no enviaba tropas a Corea, y Stalin en un momento decidió renunciar a la península de Corea. Después de mucha reflexión, Mao envió únicamente tropas chinas a Corea el 19 de octubre de 1950 en una situación económica y militar china extremadamente difícil. Esta actividad finalmente cambió la relación sino-soviética. Después de 12 días de que las tropas chinas ingresaran a la guerra, Stalin permitió que la Fuerza Aérea Soviética proporcionara cobertura aérea y apoyó más ayuda a China. El envío de tropas chinas por parte de Mao para participar en la guerra de Corea fue seguido por una cooperación económica y militar a gran escala entre China y la Unión Soviética, y la relación amistosa entre los dos países cambió de titular a virtual. En un ejemplo menos conocido de la cooperación militar sino-soviética, en abril-junio de 1952, un grupo de aviones soviéticos Tupolev Tu-4 se basaron en Beijing para realizar misiones de reconocimiento en las pruebas de bombas de fusión estadounidenses en el Pacífico.

### Ruputura sino-soviética
Sin embargo, las diferentes visiones que ambos países tenían acerca de la colaboración mutua provocarían un conflicto creciente. Mientras que Stalin consideraba válido tratar a China de modo parecido a un país satélite de la URSS, al estilo de los estados de Europa Oriental, los nuevos dirigentes chinos deseaban un trato en condiciones de igualdad. No en vano, uno de los objetivos de la lucha comunista en China había sido liberar al país de la histórica sumisión a las potencias extranjeras que se remontaba al siglo XIX. Asimismo, Mao y sus colaboradores consideraban adecuado recibir un trato igualitario al haber triunfado durante la guerra civil china con poca ayuda concreta de la URSS, y advirtiendo que el gobierno comunista de Beijing había ganado el poder con sus propias fuerzas y sin haber necesitado apoyo de tropas soviéticas, caso muy distinto a lo ocurrido con los regímenes comunistas de Europa Oriental.
La ayuda de la URSS a la República Popular China fue vista como "mezquina" e "interesada" por muchos líderes chinos, entre ellos el propio Mao, a quien ya Stalin había tratado de modo paternalista en su primera visita a Moscú en diciembre de 1949. No obstante, sobre todo desde la muerte de Stalin en 1953, la URSS empezó a remitir ayuda financiera y técnica a China a gran escala, considerando que el atraso tecnológico e industrial de China resultaba en un fértil terreno para asentar firmemente la influencia soviética en el país. Esta asistencia fue descrita por el historiador William Kirby como «la mayor transferencia de tecnología en la historia del mundo», pues la Unión Soviética gastó un 7% de sus ingresos nacionales entre 1954 y 1959 ayudando al desarrollo de China. Asimismo, China se convirtió en "país observador" del COMECON desde 1950.
La asistencia soviética a China se extendió así a las industrias, la agricultura, la educación, la sanidad, las fuerzas armadas, y dando énfasis a la construcción de infraestructura a gran escala utilizando capitales soviéticos en transportes, aprovechamiento agrícola, y edificaciones de todo tipo. Se destacó además la presencia de varios miles de soviéticos enviados como asesores técnicos, administrativos, y militares a China, apoyando en la ejecución de amplios y ambiciosos planes de desarrollo económico destinados a sacar a China de su atraso tecnológico en el menor tiempo posible, emulando el ejemplo de los planes quinquenales de la URSS en la década de 1920. El estallido de la guerra de Corea en 1950, donde China intervino militarmente en ayuda de Corea del Norte, forzó más el acercamiento entre los gobiernos de Beijing y Moscú, siendo que para dicho conflicto el régimen chino intervendría con tropas y los soviéticos aportaron armamento y asesores bélicos (o directamente aportaron personal de combate de la VVS soviética para la aviación).
La influencia soviética sobre la política y la economía de China resultó más acentuada tras el fin de la guerra de Corea en 1953, pero el régimen de Mao Zedong cuidó de silenciar todo cuestionamiento doméstico a esta situación en vista de la urgencia por contar con el apoyo y financiamiento de la URSS para la ansiada industrialización de China. Si bien el prestigio de Stalin había mantenido las formas y la necesidad de la colaboración con el único aliado natural posible del nuevo régimen comunista chino, la subida al poder de Nikita Jrushchov reveló las profundas discrepancias —esencialmente ideológicas pero también geopolíticas— entre las dos potencias comunistas.

Tanto China como la URSS mantuvieron su alianza en la política internacional tras la muerte de Stalin en marzo de 1953, y en 1954 ambos países apoyaron a Vietnam del Norte en la Conferencia de Ginebra para la pacificación de Indochina.
No obstante, cuando en febrero de 1956 Nikita Jruschov emitió su célebre "Discurso secreto" condenando el régimen de Stalin y sus políticas, Mao reaccionó agriamente debido a la fuerte adhesión que éste había mostrado previamente al estalinismo. Cuando Jruschov restauró las relaciones diplomáticas de la URSS con la RFS de Yugoslavia (las cuales había roto Stalin en 1948), el Gobierno chino cuestionó tal decisión advirtiendo cómo Yugoslavia pactaba en simultáneo con países comunistas y capitalistas. Cuando Jruschov postuló la necesidad de una "coexistencia pacífica" con el Occidente capitalista, tal fórmula ofuscó a Mao, para quien la lucha del comunismo contra el capitalismo hasta el aplastamiento de este último era un principio ideológico irrenunciable al punto que la lucha de clases ni siquiera terminaba con la instauración de un gobierno comunista sino que proseguía incluso tras dicho evento.
Así, Mao empezaba a ver a su país como el nuevo referente mundial de la lucha comunista, que debía abandonar a una Unión Soviética que "traicionaba a la causa ideológica" y se "desviaba" de los postulados marxistas. Precisamente este creciente enfrentamiento ideológico llevaría a la URSS a cancelar su programa de ayuda a China en su proyecto para obtener armamento nuclear. En el año 1958 Jruschov, nada temeroso de un enfrentamiento armado de la URSS con los EE. UU. por la cuestión de Taiwán, rehusó apoyar las acciones militares del Ejército Popular de Liberación, las fuerzas armadas chinas, contra los archipiélagos de Matsu y Quemoy, controlados por el régimen nacionalista de Taiwán al final de la década de 1950. Nuevamente, Mao consideró esta negativa soviética como un "repliegue" de la URSS ante EE. UU., por lo cual consideró que China debería contar solamente con sus propias fuerzas en caso de un conflicto bélico contra Japón y/o los estadounidenses.
En este contexto se produjo un intento de acercamiento inusual hacia la URSS por parte de Washington. Andréi Gromyko, Ministro de Asuntos Exteriores soviético entre 1957 y 1958, durante un vuelo de Alemania a Washington en el verano de 1959, tuvo según sus propias palabras una conversación con Neil H. McElroy, Secretario de Defensa de los EE. UU. entre 1957 y 1959. Este le expuso la posibilidad de una alianza entre los EE. UU. y la URSS contra China. Sin embargo, Gromyko evitó comprometerse:
En paralelo, los líderes soviéticos cuestionaban en público la eficacia del Gran Salto Adelante emprendido por Mao como un calco del plan quinquenal soviético, lo cual aumentó las tensiones entre ambos países. En 1960 los soviéticos pactaron una solución pacífica con los EE. UU. tras el incidente del avión espía U-2, pero Mao condenó el suceso y declaró que la reacción soviética debió ser mucho más agresiva contra los estadounidenses. Ante la severa crítica de la política soviética en la prensa china, la URSS ordenó la salida de todos sus expertos técnicos y militares establecidos en China y canceló los proyectos de cooperación técnica en dicho país asiático, mientras China se retiraba de las actividades del COMECON al año siguiente. 
Poco después, en el XXII Congreso del Partido Comunista de la Unión Soviética celebrado en octubre de 1961, ocurrido tras la Crisis de Berlín, las delegaciones de China y la URSS se enfrentaron abiertamente en sus discursos cuando los soviéticos condenaron al régimen de Enver Hoxha en Albania, mientras la delegación china lo felicitaba por mantener la "ortodoxia estalinista". Ya en 1962, con las relaciones aún más tensas, China condenó la posición soviética durante la Crisis de los misiles en Cuba acusándolo de "pasar del aventurerismo a la capitulación" ante EE. UU. al enviar de armas nucleares a Cuba para luego retirarlas, mientras la URSS acusó al Gobierno chino de imprudencia y temeridad al no prever las consecuencias de una guerra nuclear. Poco después, la URSS negaría una vez más el apoyo a la República Popular China en la breve guerra que ésta mantuvo con India en noviembre de 1962 por el control de una zona fronteriza en el extremo suroccidental del país, conocida como Aksai Chin. Con ello, la ruptura quedó completada entre China y la URSS, aunque sin llegar formalmente a la ruptura de relaciones diplomáticas.
Por su lado, Mao Zedong advirtió que el "modelo revolucionario" del Partido Comunista de China debería ser seguido por todos los grupos comunistas en el planeta y especialmente en el Tercer Mundo, en tanto la experiencia del PCCh habría resultado exitosa al poner énfasis en el campesinado como "agente revolucionario", en vez de otorgar este rol al proletariado urbano que resultaba minoritario en los países tercermundistas. De hecho, los ideólogos chinos proclamaban con ello que las experiencias de la Revolución Rusa de 1917 no eran aplicables a nivel universal sino apenas para unos pocos países algo industrializados, mientras que para los países subdesarrollados el "modelo" de la Revolución china de 1949 era el adecuado, declarando además que ante las políticas del "deshielo" de Jruschov solamente China y Albania mantenían la ortodoxia auténtica del marxismo-leninismo.
Paulatinamente el régimen de Mao apreció que en materias económicas, geopolíticas, y diplomáticas, los intereses soviéticos no coincidían con los chinos, siendo inevitable la ruptura. Así, la República Popular China se veía aún más aislada internacionalmente en tanto carecía de aliados tanto entre los países capitalistas como entre los países del Pacto de Varsovia. En aquellos años, su único aliado era la pequeña República Popular de Albania, en los Balcanes europeos, país que también había roto relaciones con la URSS por cuanto su líder, Enver Hoxha, insistía en preservar una política de tipo estalinista.
Otra manifestación de la ruptura se mostró en las relaciones internacionales de China y de la URSS, concretamente en su apoyo a movimientos comunistas del resto del mundo, que empezaron a definirse como maoístas si apoyaban las posiciones políticas de China o como "pro-soviéticos" si mantenían su lealtad hacia la URSS en nombre del marxismo-leninismo, terreno donde ambos países entraron en pugna para obtener mayor ascendiente sobre estos grupos, tanto en Europa como en América Latina y África, al punto que en este último continente la URSS y China apoyaron de modo simultáneo —o alternado— a diversos movimientos izquierdistas anticoloniales, según la variable ideológica que manifestaran. Del mismo modo, ambos países compitieron mutuamente para alcanzar mayor influencia entre los gobiernos del Tercer Mundo, no sólo en América Latina sino sobre todo en los países recién independientes en Asia, y África, mediante acuerdos de cooperación económica o política, aunque en todas estas áreas la URSS logró más adhesiones concretas.
Cuando Jruschov fue depuesto del poder en 1963, nuevamente Mao Zedong trató de revivir la alianza sino-soviética y envió a Zhou Enlai a Moscú y a varios países de la órbita soviética en Europa del Este con este fin. No obstante, el nuevo gobierno soviético, dirigido por Leonid Brézhnev, mantuvo las tesis políticas de Jruschov acerca de China, además de persistir en la política de Coexistencia pacífica con el mundo capitalista, y las relaciones sino-soviéticas continuaron congeladas.
Si bien ambos países apoyaron a Vietnam del Norte desde el inicio de la guerra de Vietnam, paulatinamente el régimen vietnamita de Hanói buscó respaldo financiero y militar en la URSS, por lo cual desde 1972 China postuló la necesidad de una "paz negociada" entre los dos contendientes, aunque manteniendo la agitación interna antiestadounidense e insistiendo en el retiro de tropas de EE. UU.. Finalmente en 1975, en Indochina surgieron tres gobiernos comunistas cuya afiliación ideológica resultó diversa: Vietnam (donde el gobierno del Norte había ganado la guerra contra Vietnam del Sur) y Laos se mantuvieron como aliados de la URSS, mientras que la menos próspera y poblada Camboya (gobernada por los Jemeres Rojos que ese año ganaban la guerra civil camboyana) se alió con China. 

### Era posterior a Mao y relaciones estabilizadoras
Tras los combates de 1969, el primer ministro soviético Alekséi Kosygin viajó a Pekín en misión especial de su gobierno para restablecer contactos con China. Allí se entrevistó con Zhou Enlai para llegar a un acuerdo sobre los pleitos fronterizos, lo cual al menos reabrió la comunicación entre ambos países, pero sin que los motivos de la ruptura fuesen materia de discusión. 
Durante la década de 1970, la República Popular China inició una política de acercamiento a EE. UU. y las potencias occidentales, entendiendo Mao que China no tenía posibilidades de enfrentarse exitosamente en simultáneo a la URSS y a los Estados Unidos, llegando a realizarse una reunión bilateral entre Mao y el presidente estadounidense Richard Nixon en Pekín en 1972. Esto le permitió al régimen de Beijing arrebatar a la República de China —el régimen establecido en Taiwán por los vencidos nacionalistas de la guerra civil— el asiento de China en las Naciones Unidas y lograr por fin el reconocimiento diplomático de la mayoría de los países occidentales aliados de EE. UU. que desde 1949 seguían reconociendo al régimen de Chiang Kai-shek en Taiwán como gobierno legítimo de toda China.
Frente a esta apertura de relaciones hacia los países occidentales, las relaciones entre China y la URSS se mantendrían frías y distantes aunque manteniendo los lazos diplomáticos en un nivel básico, siendo visible la mayor influencia internacional de China tras entrar en la ONU en 1972 e impulsar así su política de "Una sola China" entre los países capitalistas. 
Tras la muerte de Mao en 1976, la separación del poder y arresto de los miembros de la ultraizquierdista Banda de los Cuatro en 1976, el nuevo régimen chino de Deng Xiaoping inició en enero de 1979 una serie de reformas económicas conocidas como "Reforma y Apertura". Las reformas de Deng implicaron una apertura económica de China hacia el mundo occidental, promoviendo la aplicación de esquemas de la economía capitalista en China, y favoreciendo la inversión extranjera en la economía china, aunque manteniendo el poder político exclusivamente en manos del PCCh y preservando el aparato estatal comunista. En este contexto resultó notable que el nuevo régimen de Beijing -dominado por Deng- no mostrase interés alguno en renovar la pugna ideológica con la Unión Soviética ni en promover el maoísmo fuera de sus fronteras. 
Pese al nuevo alineamiento de la economía china con el capitalismo, las relaciones con la URSS siguieron congeladas hasta finales de la década de 1980, cuando el líder soviético Mijaíl Gorbachov inició un proceso de apertura que implicaba el acercamiento diplomático de la URSS a potencias rivales; esta nueva orientación de la URSS llevó al propio Gorbachov a visitar China en mayo de 1989. Este acercamiento se produjo en un momento de grandes problemas para los dos países: la visita oficial de Gorbachov a Beijing coincidió con las enormes protestas estudiantiles a favor del multipartidismo y la apertura política que se desarrollaban en las grandes ciudades de China, en particular las protestas de la Plaza de Tian'anmen en Beijing que serían violentamente sofocadas por tropas gubernamentales poco después de la visita. 
A la crisis por la que pasaba el régimen chino se unió la crisis económica y política del sistema soviético tras las aperturas de la perestroika y la glasnost, siendo la crisis soviética finalmente mucho más grave tras las Revoluciones de 1989 que pusieron término a la influencia de la URSS en Europa Oriental. La ruptura terminó de facto al ocurrir la disolución de la Unión Soviética a finales de diciembre de 1991, tras el fallido "golpe de agosto" del mismo año, con lo cual desapareció uno de los protagonistas de la ruptura. A fines de 1991 la URSS era reemplazada por quince nuevas repúblicas, ya soberanas e independientes, siendo que todas ellas adoptaron el sistema económico del capitalismo.

#### Guerra de Afganistán (1978-1992)
Durante la ruptura sino-soviética, las tensas relaciones bilaterales dieron como resultado relaciones tensas entre China y el régimen comunista afgano prosoviético. China y Afganistán mantuvieron relaciones neutrales entre sí durante el gobierno del rey Zahir Shah. Cuando los comunistas afganos prosoviéticos tomaron el poder en Afganistán en 1978, las relaciones entre China y los comunistas afganos rápidamente se tornaron hostiles. Los comunistas prosoviéticos afganos apoyaron a los vietnamitas durante la guerra sino-vietnamita y culparon a China por apoyar a los militantes anticomunistas afganos. China respondió a la invasión soviética de Afganistán apoyando a los muyahidínes afganos y aumentando su presencia militar cerca de Afganistán en Xinjiang. China adquirió equipo militar de los Estados Unidos para defenderse del ataque soviético.
China trasladó sus campos de entrenamiento para los muyahidines de Pakistán a la propia China. Los chinos entregaron a los muyahidines misiles antiaéreos, lanzacohetes y ametralladoras por valor de cientos de millones. Los asesores militares chinos y las tropas del ejército estuvieron presentes con los muyahidines durante el entrenamiento.

### Disolución de la Unión Soviética
A la crisis por la que pasaba el régimen chino se unió la crisis económica y política del sistema soviético tras las aperturas de la perestroika y la glasnost, siendo la crisis soviética finalmente mucho más grave tras las Revoluciones de 1989 que pusieron término a la influencia de la URSS en Europa Oriental. La ruptura terminó de facto al ocurrir la disolución de la Unión Soviética a finales de diciembre de 1991, tras el fallido "golpe de agosto" del mismo año, con lo cual desapareció uno de los protagonistas de la ruptura. A fines de 1991 la URSS era reemplazada por quince nuevas repúblicas, ya soberanas e independientes, siendo que todas ellas adoptaron el sistema económico del capitalismo.

## Tratado bilaterales
El Tratado de Amistad y Alianza Sino-Soviético (chino tradicional: 中蘇友好同盟條約) es un tratado de 1945 firmado por el República de China y la Unión de Repúblicas Socialistas Soviéticas el 14 de agosto de 1945. En ese momento, las tropas soviéticas y mongoles ocupaban Mongolia Interior y otros territorios chinos, habiéndolos tomado de los japoneses durante Segunda Guerra Mundial. En una declaración hecha en relación con el tratado, China aceptó la independencia de Mongolia Exterior dentro de sus fronteras anteriores (desestimando cualquier intención panmongolista de los ocupantes), siempre que se realizase un referéndum y que la Unión Soviética dejara de ayudar al Partido Comunista Chino. Además, las dos naciones acordaron el control conjunto del Ferrocarril Chino del Este y para facilitar su eventual retorno a la plena soberanía china.
El Tratado de Amistad, Alianza y Asistencia Mutua Sino-Soviético (chino simplificado: 中苏友好同盟互助条约; chino tradicional: 中蘇友好同盟互助條約; pinyin: Zhōng-Sū Yǒuhǎo Tóngméng Hùzhù Tiáoyuè) es el tratado de alianza celebrado entre la República Popular China y la Unión Soviética el 14 de febrero de 1950. Se basó en gran medida en el tratado anterior del mismo nombre que se había concertado entre la Unión Soviética y el gobierno nacionalista de China en 1945 y fue producto de largas negociaciones entre Liu Shaoqi y Iósif Stalin. Por sus términos, la Unión Soviética reconoció a la República Popular de China y recordó el reconocimiento de la República de China.
Mao viajó a la Unión Soviética para firmar el tratado después de que se hubieran concluido los detalles, una de las dos veces que viajó fuera de China en su vida. El tratado abordó una serie de temas como los privilegios soviéticos en Xinjiang y Manchuria. Específicamente, el ferrocarril chino del este y los puertos de Dalián y Lushun se devolverían a China. Uno de sus puntos más importantes fue la provisión de un préstamo de 300 millones de dólares por parte de la Unión Soviética a la República Popular China, que había sufrido económica y logísticamente por más de una década de guerra intensa. El tratado no impidió que las relaciones entre Pekín y Moscú se deterioraran drásticamente a finales de los años cincuenta y principios de los sesenta, en el momento de la ruptura sino-soviética.